# Suzuki Yohei
Suzuki Yohei (sinh ngày 26 tháng 7 năm 1978) là một cầu thủ bóng đá người Nhật Bản.

## Sự nghiệp câu lạc bộ
Suzuki Yohei đã từng chơi cho Ventforet Kofu và YSCC Yokohama.